# 苗立杰
苗立杰（1981年6月3日—），黑龙江省哈尔滨市人，中国女子篮球運動員，亦為中国国家女子篮球队成員。

## 簡歷
出生于黑龙江哈尔滨市。1992年从事专业篮球训练，入选哈尔滨华龙队，教练姜作文；1990年8月进入哈尔滨市队，教练姜作文；1994年9月进入青年队，教练柳继增；1997年11月进入国家队，教练马跃南。
2005年3月8日，WNBA的萨克拉门托君主队宣布：中国球员苗立杰已经与球队正式签约。至此苗立杰成为中国篮球女运动员到WNBA打球的第三人，05年2月与君主队签约的隋菲菲是第二个到美国“淘金”的女篮球员。2004-2005赛季WCBA得分王和最有价值球员。
2010年11月，苗立杰代表中國出戰廣州亞運會，參加籃球比賽，奪得金牌。
2011年2月25日，WCBA十年颁奖庆典”晚会上，苗立杰、宋晓云、隋菲菲、陈晓丽、陈楠分别以最高票数进入WCBA十年最佳阵容。
2011年2月26日，在浙江安吉进行的2010-2011赛季WCBA全明星赛，苗立杰领军的北方明星队以92比88战胜了陈楠领衔的南方明星队。苗立杰拿下18分3个5次助攻，获得了明星赛的MVP。
2011年3月22日，WCBA总决赛第五场，沈部女篮主场以65-64战胜广东女篮，总比分3-2首次夺得WCBA总冠军。苗立杰得到22分3个篮板，这也是她首次夺得WCBA冠军。

## 外部連結
- 苗立杰在fiba.basketball（英语）
- 苗立杰在archive.fiba.com（archived）（英语）
- 苗立杰在WNBA（英语）
- 苗立杰在Basketball-Reference.com（WNBA）（英语）
- 苗立杰在Basketball-Reference.com（國際）（英语）
- 苗立杰在Eurobasket.com（球員）（英语）
- 苗立杰在Olympics.com（英语）
- 苗立杰在Olympedia（英语）
- 苗立杰在Chinese Olympic Committee (archived)（英语）